# Patricia Langrand
Patricia Langrand, née le 13 mai 1963 à Marseille, est une dirigeante d’entreprises françaises dont le parcours est lié aux médias, aux télécoms et aux services du numérique.

## Biographie

### Vie personnelle et formation
Patricia Langrand (née Bonnet) est née à Marseille. Fille de deux professeurs, elle fait ses études au Lycée Thiers de Marseille, où elle montre intérêt pour la philosophie mais ses enseignants l’encouragent à passer le concours de l'École Polytechnique, qu’elle réussit (promotion X1983).  Elle est également diplômée de l'École Nationale Supérieure des Télécoms (devenue Telecom ParisTech) et est Ingénieur du corps des Mines. "Paysagiste passionnée," elle a peint de nombreux tableaux qui rappellent son enfance dans le sud de la France.

### Carrière dans le public
Patricia Langrand commence sa carrière chez France Télécom. Après divers postes de marketing, stratégie et finances, elle devient directrice du marketing stratégique du Groupe en 1992.
De 1996 à 1999, elle rejoint le Ministère de l'Économie des Finances et de l'Industrie en tant que sous-directeur de l’Électronique grand public, de l’audiovisuel, des réseaux et des télécoms. Pendant son passage au ministère elle développe notamment, avec le concours du CNC, le programme PRIAMM (devenu RIAM: Recherche et Innovation dans l’Audiovisuel et le Multimédia), qui finance  la recherche dans les secteurs de l’animation, des effets spéciaux pour le cinéma et des jeux vidéo.
Elle pilote également un groupe de travail associant les acteurs économiques et les différents ministères concernés sur la faisabilité de la TNT et les différents scénarios d’évolution technique, industrielle et réglementaire. Cela débouche sur la rédaction d’un rapport pour les ministres de la Culture Catherine Trautmann et de l’Industrie Christian Pierret.
En mars 2015, le nom de Patricia Langrand circule parmi les candidats à la présidence de France Télévisions.
Elle est nommée membre du Conseil national du numérique en février 2016.

### Carrière dans le privé
Elle rejoint le Groupe Canal+ en 1999, en tant que directeur de l’Innovation et directeur technique du Groupe, présent alors dans 11 pays. 
Sous sa direction, Canal+  développe un ensemble de services grâce aux nouvelles technologies (contrôle du direct, VOD…), permises par le nouveau décodeur Pilotime qu’elle met au point (décodeur à disque dur commercialisé pendant presque 10 ans).
Fin 2002, Thierry Breton, nouvellement nommé PDG de France Télécom (devenu Orange) l’embauche en qualité de Directrice de Cabinet. Après 6 mois elle est nommée directrice générale des activités Media, membre du comité exécutif du Groupe, fonction qu’elle occupe jusqu’en 2008. 
Sous son impulsion, Orange développe des offres de contenu (TV/VOD, musique, jeux) en partenariat avec les chaînes de télévision, les studios de cinémas et producteurs de séries, les fédérations sportives, les maisons de disque et les éditeurs de jeux vidéo, accessibles sur tous les écrans et via tous les réseaux (fixe, mobile, Internet).
Au cours de cette période, la division poursuit une stratégie baptisée « Content everywhere », sujet de nombreuses analyses,, et lance notamment :
- La TV et la VOD par ADSL en Europe (décembre 2003 pour la France)[8].

- Le premier service de télévision de rattrapage en partenariat avec France Télévisions, financé par la publicité (24/24 TV)[9].  Cette initiative a fait l’objet d’une plainte de l’AFORST auprès du Conseil de la Concurrence, qui a été rejeté[10].
- Orange Cinéma Séries (OCS), le premier service universel multi-écran de TV premium (séries et films) avec un accès aux programmes en SVOD et via 6 chaînes de TV, ainsi que la possibilité de téléchargement et transfert sur tous terminaux portables.
- Orange sport, première chaîne interactive gratuite, financée par la publicité, spécialement conçue pour les nouveaux médias Internet, IPTV et mobile, focalisée sur l’information sportive et la mise en valeur  de tous les sports[11]. À cet égard, France Télécom remporte à cette époque l’appel d’offre du Comité National Olympique et Sportif Français (C.N.O.S.F.)[12].
- Studio 37 (devenu Orange Studio), filiale de coproduction de films[13],[14]
- Des offres de streaming de musique via Internet et le mobile. Pour lancer ces services, Orange fait un partenariat avec Madonna lors du lancement du premier single de son nouveau disque « Hung up »[15]. Cet accord a été contesté par Virginmega[16].
- La première offre « triple play everywhere » mixant le satellite et l’ADSL[17].

Lors de l’appel d’offre pour l’attribution des droits de la ligue 1, Patricia Langrand considère que les conditions économiques ne sont pas réunies pour Orange.
Début 2008, Patricia Langrand dépose pour Orange deux dossiers de candidature à la Télévision Mobile Personnelle (TMP). La première chaîne candidate est Orange Sports TV.  La deuxième, O'TV, vise le public des 15-35 ans. Orange Sports TV est sélectionnée par le CSA en mai 2008, mais la TMP ne verra finalement pas le jour.
Patricia Langrand a également piloté, avec Mathias Hautefort, puis François Moreau de Saint-Martin, le redressement de Viaccess, filiale spécialisée dans les offres de protection et de gestion sécurisée des contenus.
Elle quitte le Groupe Orange en 2008 et est remplacée par Xavier Couture. 
En 2009, elle rejoint le Groupe Steria, Entreprise de Services du Numérique (ESN) européenne de 20 000 personnes présente dans 16 pays, en tant que vice-présidente exécutive chargée du Business développement, de l’innovation, du marketing et de la communication.
Elle met en place, notamment, un fonctionnement en secteurs mondiaux travaillant en réseaux pour l’ensemble des segments de marché (Médias/Telco, Banque, Assurance, Secteur Public, Energie/Utilities, Transports). Elle pilote ces secteurs et construit avec ses équipes des offres transversales (« Big Data », Centricité Clients, Mobilité, Sécurité, « Cloud Computing ») et Métier.  Elle positionne le Groupe en tant que leader d’opinion sur les sujets clés pour ses clients (Big Data,, Sécurité, etc.).

## Conseils d’administration
Depuis son départ d’Orange, Patricia Langrand a été nommée aux conseils d’administration suivants :
- 2009 – 2014 Membre du conseil d’administration de France Télévisions. Au sein du conseil, elle présidait le comité stratégique et le comité des engagements de programmes.
- 2010 – 2011 Présidente du conseil de surveillance de Go voyages (qui a ensuite fusionné avec Opodo et e-dreams pour devenir Odigeo, entreprise de réservations de vols en ligne)[25].
- 2011 – 2013 Membre du conseil d’administration d’Outremer Telecom

Elle est également membre du conseil d’administration de Pages jaunes dans le cadre de ses fonctions de directeur des activités média d’Orange.